# Тефнут
Тефнут — в староєгипетській релігії богиня вологи. Її земне втілення — лев.
Центр культу Тефнут — Геліополь. За геліопольським міфом, Тефнут і її чоловік Шу — перша пара богів-близнят, породжених Атумом. Їхні діти — Ґеб і Нут. Коли Ра вранці сходить над горизонтом, Тефнут вогненним оком сяє у нього в лобі і спалює ворогів великого бога. В сучасній культурі подібні боги називаються ДадРа

## Ономастика
Точний переклад імені Тефнут встановити складно. Іноді його перекладають як роса або волога в повітрі. Перші консонанти імені tf означають «плювок». За версією міфу про створення, Ра (або Атум) виплюнув її; в пізніх текстах її ім'я написане у вигляді рота, що плюється.
Як і для більшості єгипетських божеств, включно з її братом, для Тефнут немає жодного ідеограми або символа. Її ім'я в ієрогліфах складається з чотирьох одиничних символів фонограми T-f-n-T. Хоча фонограма «n» подається хвилями на поверхні води, вона ніколи не використовувалася як ідеограма або детермінатив для слова вода (mw) або для чогось, пов'язаного з водою.

## Міфологічні витоки
Тефнут — дочка бога сонця Ра-Атума. Одружена зі своїм братом Шу. Їхні діти — богиня неба Нут і бог землі Ґеб. Онуки Тефнут: Осіріс, Ісіда, Сет, Нефтида і в деяких версіях Хор-Ур (Гор Старший). Вона також прабабуся Гора-молодшого. Разом з батьком, братом, дітьми, онуками і правнуками вона входить до Еннеади Геліополя.
Існує кілька варіантів міфу про створення Тефнут і її брата Шу. У всіх версіях Тефнут — результат партеногенезу.
Іпостассю Тефнут була богиня полум'я Упес, іншою її іпостассю нерідко виступала богиня письма Сешат. Тефнут ототожнювали з Мут, Баст, а також з Хатхор, Сехмет та іншими богинями-левицями (Менхіт, Мент), шанованими в Стародавньому Єгипті.
Іноді Тефнут називають дружиною Птаха. Тефнут — дочка Ра, також його улюблене око. Про неї говорили: «Дочка Ра на його лобі». Коли Ра вранці сходить над горизонтом, Тефнут вогненним оком сяє у нього в лобі і спалює ворогів великого бога. У цій якості Тефнут ототожнювали з богинею Уто.

## Іконографія
Її земним утіленням вважали левицю. В її повністю або напівантропоморфний формі її зображували в перуці, увінчаній або Змієм-уреєм, або уреєм і сонячним диском, а іноді її зображували як змію з головою лева.
За часів XVIII і XIX династій, особливо в період Амарни, Тефнут зображували в людському вигляді в низькому плоскому головному уборі, увінчаному рослинами, що проростають. Матір Ехнатона, Тію, зображували в подібному головному уборі і ототожнювали з Хатхор-Тефнут. Культову синю корону Нефертіті, на думку археологині Джойс Тілдеслі, запозичено з головного убору Тії і це може вказувати на її ототожнення з Тефнут.

## Центр культу
Геліополіс і Леонтополіс (сучасний Телль-ель-Мукдам — «Місто кургану») були переважно культовими центрами. В Карнаку Тефнут входила до складу Великої Еннеади і закликалася в молитвах за здоров'я і благополуччя фараона.

## Міфологія
Тефнут пов'язана з іншими богинями як Око Ра. Відомий міф, згідно з яким Тефнут-Око Ра пішла в Нубію (і в Єгипті настав період посухи), а потім на прохання свого батька, який послав за нею Тота і Шу (в стародавньому варіанті — Онуріса), повернулася. Прихід Тефнут із Нубії і подальше одруження її з Шу віщують розквіт природи.